# SN 2001ab
SN 2001ab – supernowa typu II odkryta 11 marca 2001 roku w galaktyce NGC 6130. W momencie odkrycia miała maksymalną jasność 17,50m.